# Кангпенджінг
Кангпенджінг (англ. Kangpenqing, також англ. Gang Benchen) — вершина в Гімалаях. Розташована у Китаї, поблизу кордону з Непалом. Є 90-тою з найвищих вершин Землі.
Перше і по цю пору єдине сходження мало місце в 1982 р.